# Роллінг-Медоус (Іллінойс)
Роллінг-Медоус (англ. Rolling Meadows) — місто (англ. city) в США, в окрузі Кук штату Іллінойс. Населення — 24 200 осіб (2020).

## Географія
Роллінг-Медоус розташований за координатами 42°4′30″ пн. ш. 88°1′31″ зх. д. / 42.07500° пн. ш. 88.02528° зх. д. (42.074909, -88.025363).  За даними Бюро перепису населення США в 2010 році місто мало площу 14,60 км², з яких 14,59 км² — суходіл та 0,01 км² — водойми.

## Демографія
Згідно з переписом 2010 року, у місті мешкало 24 099 осіб у 8939 домогосподарствах у складі 6087 родин. Густота населення становила 1651 особа/км².  Було 9425 помешкань (646/км²).
Расовий склад населення:
| - 77,7 % — білих - 8,2 % — азіатів - 2,4 % — чорних або афроамериканців - 0,3 % — корінних американців - 8,1 % — осіб інших рас |

До двох чи більше рас належало 3,2 %. Частка іспаномовних становила 26,3 % від усіх жителів.
За віковим діапазоном населення розподілялося таким чином: 23,2 % — особи молодші 18 років, 64,4 % — особи у віці 18—64 років, 12,4 % — особи у віці 65 років та старші. Медіана віку мешканця становила 37,5 року. На 100 осіб жіночої статі у місті припадало 99,6 чоловіків;  на 100 жінок у віці від 18 років та старших — 98,2 чоловіків також старших 18 років.
Середній дохід на одне домашнє господарство  становив 80 470 доларів США (медіана — 62 299), а середній дохід на одну сім'ю — 93 977 доларів (медіана — 82 653). Медіана доходів становила 50 764 долари для чоловіків та 44 696 доларів для жінок. За межею бідності перебувало 9,4 % осіб, у тому числі 14,3 % дітей у віці до 18 років та 5,5 % осіб у віці 65 років та старших.
Цивільне працевлаштоване населення становило 11 964 особи. Основні галузі зайнятості: освіта, охорона здоров'я та соціальна допомога — 21,0 %, виробництво — 14,7 %, науковці, спеціалісти, менеджери — 13,1 %.